# Manuel Serifo Nhamadjo
Manuel Serifo Nhamadjo (Bisáu, 25 de marzo de 1958-Lisboa, 17 de marzo de 2020) fue un político de bisauguineano que ocupó, de forma interina, el puesto de presidente de Guinea-Bisáu desde el 12 de mayo de 2012 hasta el 23 de junio de 2014. Anteriormente había presidido la Asamblea Nacional Popular.

## Biografía

### Presidencia
Serifo Nhamadjo se presentó a la elección presidencial de marzo de 2012, quedando en tercer lugar con el 15 % de los votos. Antes de celebrarse la segunda vuelta el ejército dio un golpe de Estado, deteniendo al presidente interino y ganador de la primera vuelta Carlos Gomes Júnior. Finalmente, el ejército y los partidos políticos llegaron al acuerdo, en abril, de designar a Serifo Nhamadjo como presidente interino hasta la celebración de unas nuevas elecciones presidenciales en el plazo de dos años.
La mediación de la Comunidad Económica de Estados de África Occidental redujo el periodo de transición a un año y permitió a Serifo Nhamadjo la formación de un gobierno interino el 16 de mayo. De esta forma, nombró primer ministro a Rui Duarte de Barros.

### Fallecimiento
Falleció en Lisboa el 17 de marzo de 2020 a los sesenta y un años a consecuencia de una enfermedad que no ha sido desvelada.